# Juan Torralba
Juan Torralba (Tagbilaran, 7 maart 1883 - Cebu City, 3 januari 1961) was een Filipijns politicus. Hij was van 1922 tot 1928 gouverneur van Bohol. Nadien was Torralba van 1931 tot 1935 senator en van 1935 tot 1938 afgevaardigde namens Bohol. 

## Biografie
Juan Torralba werd geboren in Tagbilaran, in de Filipijnse provincie Bohol. Hij was een zoon van Margarito Torralba en Sirila Sarmiento. Torralba voltooide een bachelor-opleiding rechten aan de Escuela de Derecho en slaagde op 11 oktober 1909 voor het toelatingsexamen van de Filipijnse balie.
Van 1922 tot 1928 was Torralba gouverneur van de provincie Bohol. Bij de verkiezingen van 1931 werd hij namens het 11e Senaatsdistrict voor een termijn van zes jaar gekozen in de Senaat van de Filipijnen. Nadat in 1935 de Filipijnse Grondwet was aangenomen werden het Filipijns Huis van Afgevaardigden en de Senaat opgeheven en vervangen door de eenkamerig Nationale Assemblee van de Filipijnen. Torralba werd bij de verkiezingen van 1935 namens het 1e kiesdistrict van Bohol gekozen in dat Assemblee met een termijn tot 1938. Nadien was hij werkzaam als advocaat.
Torralba overleed in 1961 op 77-jarige leeftijd in het Army Station Hospital in Cebu City. Hij was getrouwd met Isabel Proper en kreeg met haar twee kinderen. Een broer van Juan Torralba, Fermin Torralba, was ook politicus.